# Вања (ТВ филм)
„Вања” је југословенски ТВ филм из 1988. године. Режирао га је Душан Сабо који је написао и сценарио.

## Улоге
| Глумац           | Улога |
| ---------------- | ----- |
| Предраг Ејдус    |       |
| Цвијета Месић    |       |
| Бранко Ђурић     |       |
| Александар Мичић |       |
| Емина Муфтић     |       |
| Жељко Кецојевић  |       |
| Сеад Бејтовић    |       |
| Бранко Личен     |       |
| Неџад Никшић     |       |
| Дарија Шалтагић  |       |
| Уна Бејтовић     |       |